# به سلامتی (نوش)
به سلامتی (نوش) (به انگلیسی: Cheers (Drink to That)) نام ترانه‌ای استودیویی اثر ریانا است. این ترانه در آلبوم بلند قرار داشت.